# Арпі (село)
Арпі (вірм. Արփի) — село в марзі Вайоц-Дзор, на півдні Вірменії. Село розташоване на правому березі річки Арпа, на трасі Єреван — Степанакерт, за 8 км на південний захід від міста Єхегнадзор. Села Гетап, Агавнадзор та Арені розташовані неподалік від Арпі.
Поруч з селом розташована фортеця Ертрідж (XIV ст.) та каплиця Джрованк. В селі розташований винний завод. Про існування села знають багато хто полюбляє та цінить відмінну якість вина Гандзак.

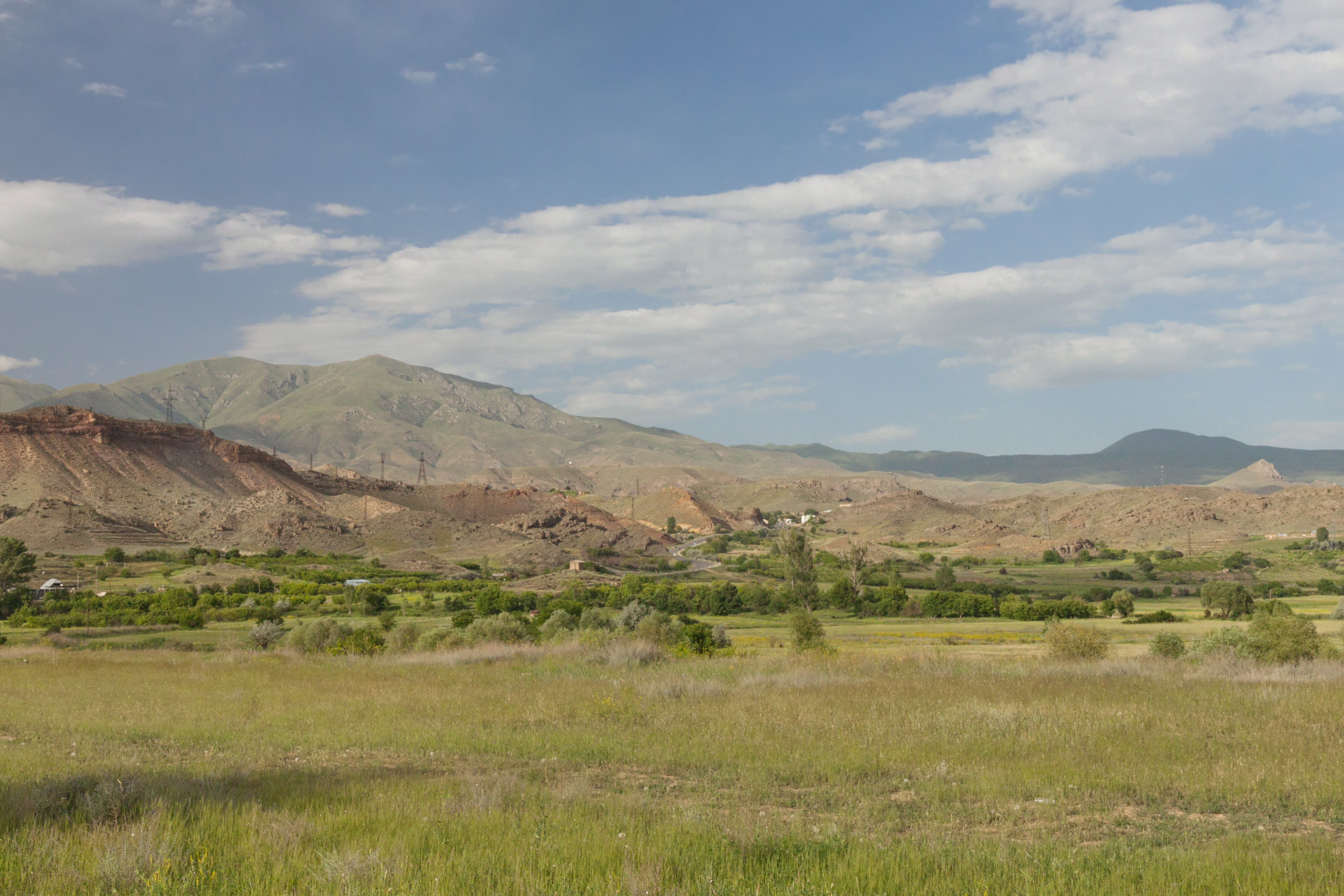
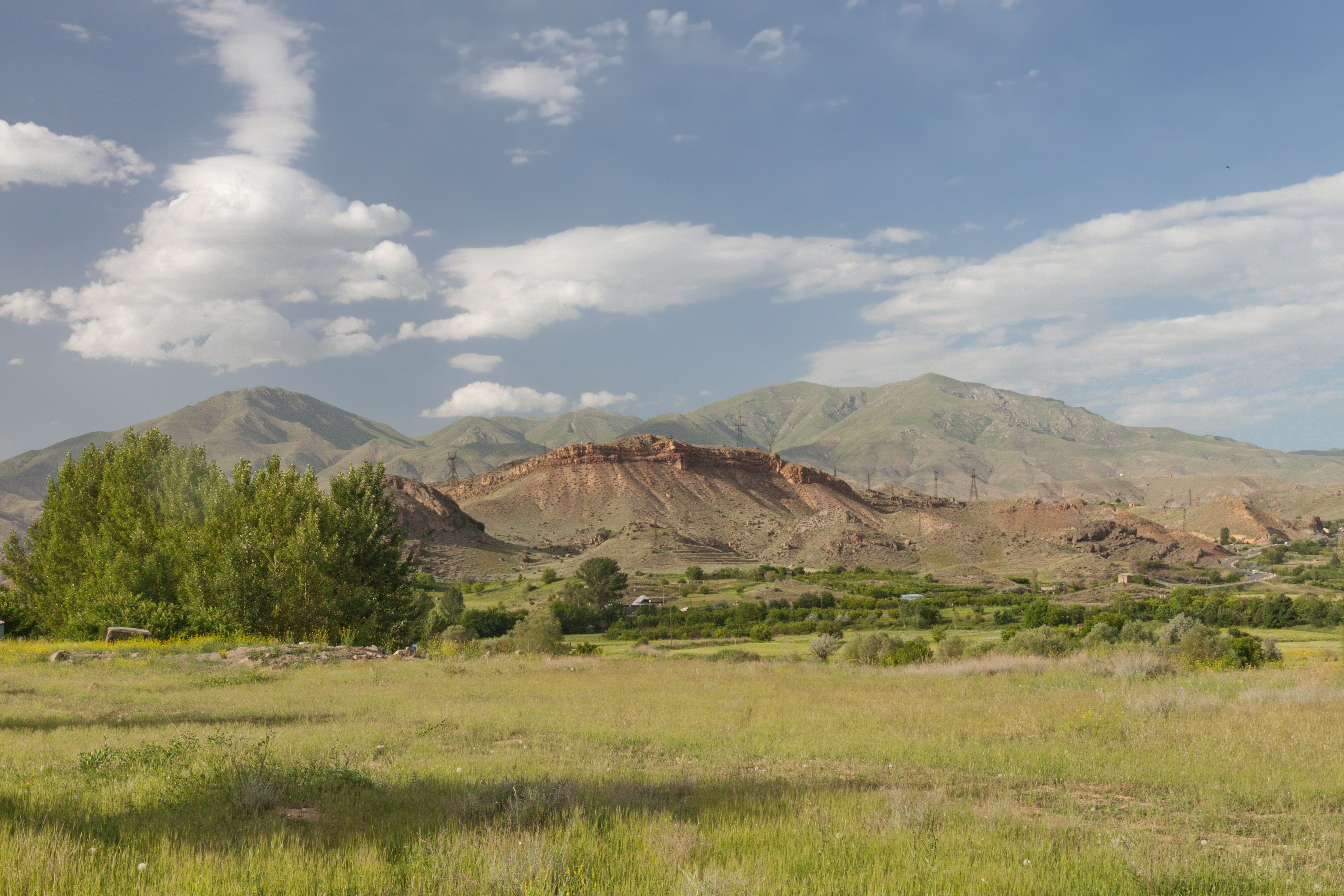
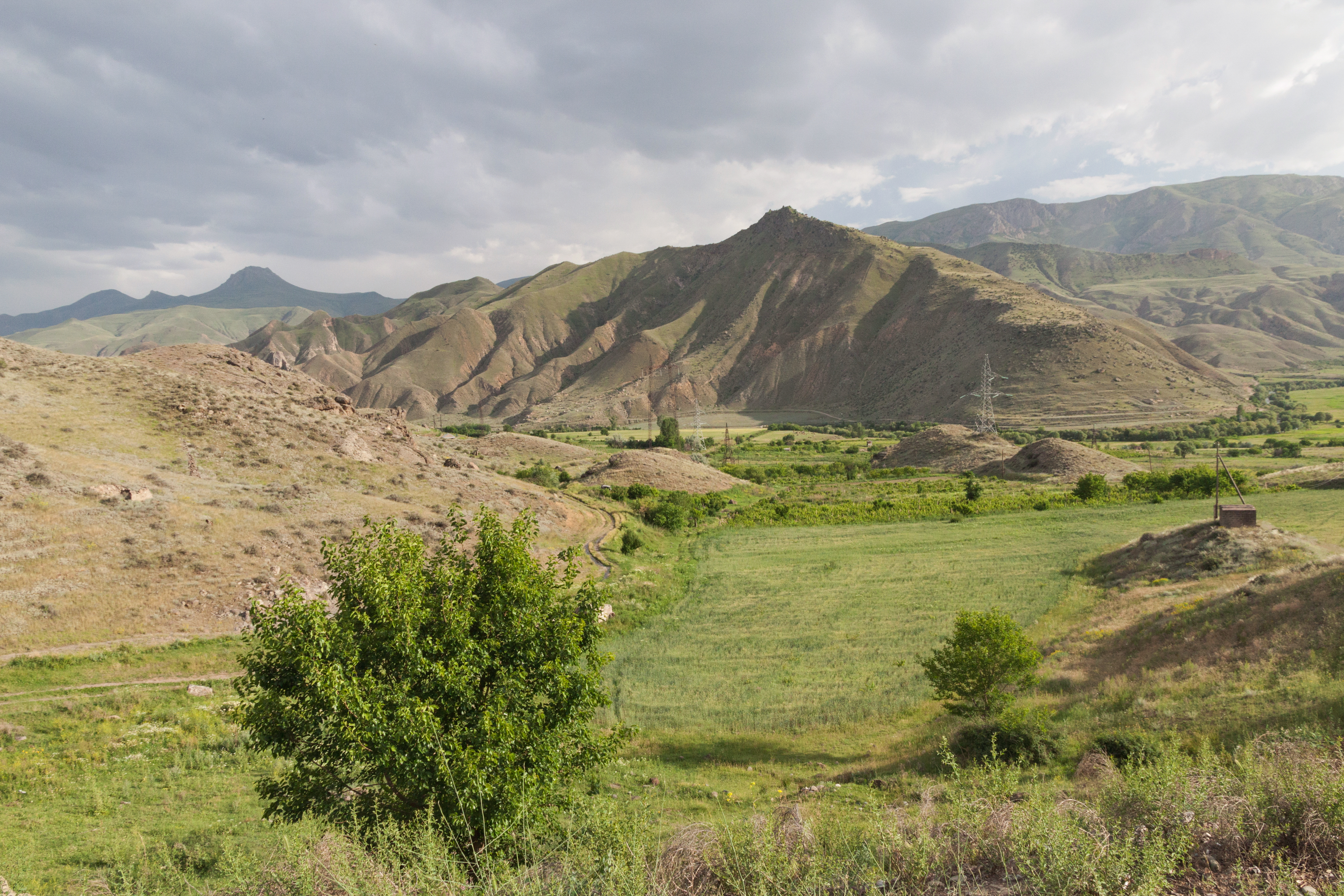